# Kaprun
Kaprun est une commune autrichienne située dans le district de Zell am See de la région du Pinzgau dans le land de Salzbourg. Elle est située à une altitude de 786 m. Le village est un lieu touristique à deux saisons avec ski d'été sur le Kitzsteinhorn. À partir de 1965, l'aménagement du glacier de Schmieding sur le flanc du Kitzsteinhorn a rendu possible la pratique du ski en toute saison.
Kaprun est aussi célèbre pour son barrage hydroélectrique, réalisé en amont de la haute vallée de Kaprun de 1938 à 1951. 

## Géographie
Kaprun est implantée au pied des Hohe Tauern dans la chaîne de montagnes du Glockner. Des parties de la commune font partie du parc national des Hohe Tauern. Quelques montagnes de plus de 3 000 mètres se trouvent sur le territoire de la commune : le Kitzsteinhorn (3 425 m), le Großer Bärenkopf (3 396 m), la Klockerin (3 425 m), le Großes Wiesbachhorn (3 564 m).

## Histoire
Le nom de Kaprun est issu du nom celtique Chataprunnin (« eau sauvage ») et sa première mention date du 9 février 931 dans le codex Odalberti. Kaprun fut, pendant plusieurs siècles, un village de paysans de montagne. En 1166, les biens à Kaprun des propriétaires du château fort de Falkenstein-Neuburg étaient mentionnés dans le codex Falkensteinensis.
La construction commence pendant la Seconde Guerre mondiale. Elle est ordonnée par Hermann Göring et exploite des prisonniers de guerre, notamment de Belgique, ainsi que des travailleurs forcés juifs et soviétiques. Les conditions inhumaines des travailleurs sont décrites par la lauréate du prix Nobel Elfriede Jelinek en 2003 dans 'Das Werk'. La construction s'arrête en 1942/43 et reprend après la guerre dans une Autriche occupée par les Alliés à partir de 1947.
L’expansion économique a commencé avec l'achèvement des travaux de la centrale hydroélectrique en 1955. Le Kitzsteinhorn fut le premier domaine skiable sur un glacier à être créé en Autriche avec la construction du téléférique du Kitzsteinhorn en 1963-1965.
Le 11 novembre 2000, l'incendie du funiculaire du Kitzsteinhorn dans un tunnel provoqua la mort de 155 personnes.

## Politique et administration
La commune est dirigée par un conseil municipal de dix-neuf membres élus pour cinq ans, qui à leur tour élisent le bourgmestre.

### Liste des bourgmestres
| Période           | Période  | Identité          | Étiquette | Qualité                                                    |
| ----------------- | -------- | ----------------- | --------- | ---------------------------------------------------------- |
| 1950              | 1961     | Friedrich Nyvelt  | SPÖ       |                                                            |
| 1961              | 1969     | Wilhelm Fazokas   | SPÖ       |                                                            |
| 1969              | 1975     | Franz Hofer       | SPÖ       |                                                            |
| 1975              | 1988     | Helmuth Biechl    | SPÖ       |                                                            |
| 1988              | 1998     | Martin Pichler    | SPÖ       |                                                            |
| 1er décembre 1998 | 2013     | Norbert Karlsböck | SPÖ       | Directeur technique de la société des remontées mécaniques |
| 19 avril 2013     | 2023     | Manfred Gaßner    | SPÖ       |                                                            |
| 11 avril 2023     | En cours | Domenik David     | SPÖ       |                                                            |

## Économie et tourisme
Les communes de Kaprun et de Zell am See forment conjointement la Europa Sport-Region Zell am See – Kaprun, un des plus importants sites touristiques d’Autriche. On peut pratiquer le ski toute l’année sur le glacier du Kitzsteinhorn. En plus du Kitzsteinhorn, existent les domaines skiables de Maiskogel à Kaprun et Schmittenhöhe à Zell am See – au total, la Europa Sport-Region offre 130 kilomètres de pistes, dont environ 40 km peuvent être enneigées artificiellement. Le village de Kaprun, situé dans l'évasement terminal de la vallée, est cependant assez éloigné du domaine skiable (véhicule indispensable). Kaprun dispose par ailleurs de 200 km de pistes de ski de fond qui commencent à Zell am See (Schüttdorf). En été, la haute vallée de Kaprun, réputée pour son cadre grandiose de haute montagne, offre plusieurs itinéraires pédestres intéressants.
 
Le deuxième principal facteur économique outre le tourisme est la centrale électrique. Le barrage hydroélectrique de Glockner-Kaprun joue un rôle très important dans l’approvisionnement électrique de l’Autriche et il est un symbole de la reconstruction après la Seconde Guerre mondiale.

## Culture et patrimoine

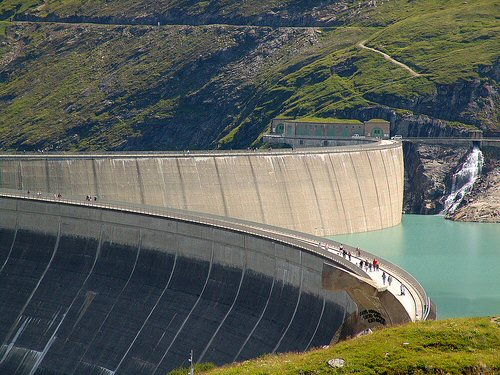
Barrage de Kaprun

### La gorge Sigmund Thun
Ce site naturel d’une profondeur allant jusqu'à 32 mètres a été formé par un glacier qui a coulé lentement vers la vallée il y a environ 14 000 ans.

### Le château
Le château avec sa chapelle, datant du XIIe siècle, a été restauré en 1975 et est aujourd'hui utilisé pour des manifestations culturelles.

### L'église paroissiale
L'église paroissiale Sainte-Marguerite remonte au Moyen Âge, mais elle a été agrandie à l'époque baroque et rénovée en 1898/99 dans un style historiciste roman. La tour construite en 1722 avait à l'origine un dôme en forme d'oignon. Les statues gothiques représentant les saintes Barbara et Catherine datent probablement du XVe siècle et se trouvaient à l'origine dans la chapelle du château et l'église possède un maître-autel néogothique.

### Le barrage de Kaprun
Le barrage hydroélectrique spectaculaire est une curiosité touristique abrite un musée sur son histoire. Les aménagements hydroélectriques de « Glockner-Kaprun » comptent parmi les plus imposantes réalisations contemporaines de la technique autrichienne. Sur le barrage figure l'inscription : ERP - Erbaut mit Marshallplan hilfe 
(ERP (European Recovery Program) – construit à l’aide du plan Marshall). 

### Les musées
- Le musée du patrimoine est situé dans le parc de Hohenwarter.
- Le musée des voitures anciennes « Helmut Vötter » présente une collection de véhicules des années 1950 et 1970.